# شهرستان المعلا
بخش المعلا یک ناحیه در یمن است که در استان عدن واقع شده‌است.

## خصوصیات
بخش المعلا ۴۹٬۸۹۱ نفر جمعیت دارد.